# Lac Saint-Paul, Antoine-Labelle
Lac Saint-Paul är en sjö i Kanada.   Den ligger i regionen Laurentides och provinsen Québec, i den sydöstra delen av landet, 150 km norr om huvudstaden Ottawa. Lac Saint-Paul ligger 239 meter över havet. Arean är 5,1 kvadratkilometer. Den sträcker sig 6,4 kilometer i nord-sydlig riktning, och 5,3 kilometer i öst-västlig riktning.
I omgivningarna runt Lac Saint-Paul växer i huvudsak blandskog. Runt Lac Saint-Paul är det mycket glesbefolkat, med 2 invånare per kvadratkilometer.